# 狐のヨメ入り
『狐のヨメ入り』（きつねのヨメいり）は、守月史貴による日本の漫画。『COMIC X-EROS』（ワニマガジン社）の、#24（2014年12月号）にて前編が掲載され、その後不定期で#28（2015年4月号）に中編が、#35（2015年11月号）に後編が掲載され、#35で終了した。

## 登場人物

### 主要人物
千鳥（ちどり）
本作の主人公的存在。かなりきつい性格で、特に手を焼いているクラスメイトの戌亥にはいつも怒号を浴びせながらきつい態度を取る事が多い。そんなきつい性格とは裏腹に顔は可愛い上に巨乳といった発育も非常に良いため、クラスの男子からは「素材は良いのに」と残念がられていた。クラスでは風紀委員を務めている。ロングヘアーだが、普段は髪を短く纏めている。
戌亥とは幼馴染の間柄で、小学校から一緒だったが、ある日見つけた瀕死の子狐の事で戌亥が取った対処に怒りを覚え、以降は関係がギクシャクし、戌亥を嫌うようになり、前述のきつい態度を取るようにもなってしまう。しかし、実は反面では、戌亥が後で子狐を手厚く供養している場面を目撃しており、彼の優しさにも気付いていたため、内心では好意を寄せているものの、それでも現在の性格から素直になれず、たまについ怒鳴っては後で悔やむといった自己嫌悪に陥る一面も見せていた。
いつものように戌亥を怒鳴ってから下校した日に天気雨に遭遇し、直後謎の狐に憑依され、人間を保ったまま見た目は狐のような容姿に変わる。最初は正気を失い、無意識のまま他の男子学生に性欲を求めるが、正気を取り戻すと抵抗し、今度はその場に駆け付けた戌亥と性交を交わす（戌亥の前では咄嗟に「アメ」と名乗った）。その後、自らの姿に気付いて動揺するも同時に戌亥への想いにも気付き、告白する決心を固めるも戌亥はアメの方に夢中になってしまったため、それを知ってショックを受ける。以降は、なかなか素直になれず、また戌亥が夢中になり始めたアメの正体が自分である事に苦悩し始め、同時に戌亥への想いも一層高まっていく一方だったが、後編にてアメの正体が自身であることを知った戌亥と今度は千鳥本人のまま性交を交わした末に告白し、見事成就した。最後は、今までと打って変わって性格も穏やかに変わり、恋人同士として戌亥と付き合うようになった。
戌亥（いぬい）
千鳥のクラスメイトの男子。提出期限が過ぎているにも関わらず課題を提出していなかったり、前述のアメに夢中になって探す余り風紀委員の仕事を疎かにするなど、素行は良くないものの、反面様子がおかしくなった千鳥を心配したり、急に戻らなかった際は探しに行く等の優しい一面を見せている。千鳥と同じ風紀委員を務めている。常に眼鏡を掛けている。
千鳥とは幼馴染で、小学校から一緒だったが、ある日発見した瀕死の子狐について助ける方を選んだ千鳥に対し、自身は助からないと判断して放っておくといった対処を選んだため（しかし、後に死んだ子狐は手厚く供養しており、本人は知らないが、それを千鳥に目撃されている）、以降は千鳥から嫌われ、関係もギクシャクしてしまう。
千鳥が狐に憑依された姿のアメと性交を交わした事でアメに夢中になり、最初はアメが千鳥だと知らないままだったが、中編で性交を交わした後にアメの正体が千鳥ではないかと薄々勘付き始める。そして、後編で完全にアメの正体が千鳥であることを知るに至り、今度は千鳥本人と性交を交わした末に彼女の想いに気付き、千鳥の告白を受け入れて恋人同士となった。

### その他の人物
戌亥の友達
千鳥と戌亥のクラスメイトで、戌亥の友人である男子二人。前編と中編、後編と全てに登場し、度々千鳥と一悶着している戌亥をからかったり、時折仲裁に入ったり、千鳥を気遣おうとする戌亥にアドバイスを送っている。また、一人は千鳥の容姿に興味を示していたものの、反面性格がきつ過ぎると零して渋々残念がっていた。
男子学生たち
前編にのみ登場した三人の男子学生。発言からして、千鳥と戌亥が通う同じ学校の生徒である事は確かである。天気雨で偶然雨宿りに入った小屋で狐に憑依されていた千鳥と遭遇し、無意識に求められた為に凌辱するも挿入寸前で正気を取り戻した千鳥から激しい抵抗に遭い、その場から逃げ出した。
先生
中編にのみ登場した千鳥と戌亥の担任教師。少しだけの登場だが、トイレに行こうとする千鳥に注意しつつも促したり、朝のHRでも遅刻した千鳥に珍しいと思いつつも入るように告げていた。
男
後編にのみ登場した大人の男性。恰好からして、業者だと思われる。印刷室に入った際、自慰をしようとした千鳥と遭遇し、欲情してその場で千鳥を凌辱しようとするも憑依していた狐の姿に変化した千鳥の抵抗に遭い、その姿に驚いてその場から逃げ出した。